# Mount Eather
Mount Eather är ett berg i Antarktis. Det ligger i Östantarktis. Australien gör anspråk på området. Toppen på Mount Eather är 1 506 meter över havet.
Terrängen runt Mount Eather är platt åt sydost, men åt nordväst är den kuperad. Trakten är obefolkad. Det finns inga samhällen i närheten.